# Самуэльсон, Магнус
Магнус Самуэльсон (род. 21 декабря 1969 года в Линчёпинге) — шведский актёр, бывший стронгмен и самый сильный человек в мире 1998 года. Будучи сыном бывшего чемпиона Швеции по армрестлингу, он также был одним из лучших рукоборцев мира, становился чемпионом Европы, прежде чем стать профессиональным стронгменом.

## Спортивная карьера
Самуэльсон является автором рекорда: он десять раз выходил в финальную стадию World’s Strongest Man — на это ему понадобилось 13 лет (с 1995 по 2007 год). Он также пять раз занимал призовые места на турнире.
На World’s Strongest Man 1995 года в соревновании по армрестлингу Самуэльсон нанёс травму австралийскому спортсмену Натану Джонсу. Травма произошла, потому что Джонс использовал технику бокового скручивания, что в сочетании с собственной силой тела Самуэльсона привело к перелому плечевой кости.
В 2001 году Самуэльсон занял второе место в первом сезоне Strongman Super Series. В 2005 году он не участвовал в World’s Strongest Man, тем не менее вернулся на турнир в следующем году, но не смог пройти отборочные раунды из-за травмы спины. Год спустя Самуэльсон вышел в финальную стадию, в итоге заняв пятое место.
После того, как Самуэльсон не смог выйти в финальную стадию World’s Strongest Man 2008, он объявил о своём уходе из спорта после 14 лет соревнований. На различных турнирах он восходил на подиум 31 раз, что делает его одним из самых успешных стронгменов. Самуэльсон также остаётся одним из пяти человек, которым удалось сжать эспандер Captains of Crush № 4 (усилие в 165,5 кг).
Брат Магнуса Самуэльсона, Турбьёрн, также участвовал в соревнованиях стронгменов в период с 1996 по 2002 год, дважды выиграв титул сильнейшего человека Швеции и участвуя в World’s Strongest Man в 2000—2002 годах.

## Съёмки в фильмах и сериалах
Магнусу Самуэльсону была предложена роль в фильме «Гладиатор», но он отказался. Одна из причин отказа заключалась в том, что он полагал, якобы это будет фильм категории B. Агент, который позвонил ему, сказал, что он «будет сражаться на мечах и так далее», а также назвал пару актёров, которых Магнус Самуэльсон не узнал.
В 2009 году Самуэльсон выиграл шведскую версию телешоу «Танцы со звёздами», победив в финале композитора Лейлу Бэдж.
Самуэльсон сыграл детектива Гуннара Нийберга в шведском криминальном сериале «Арне Даль». Сериал также транслировался в Германии и Великобритании. Самуэльсон также сыграл Клапу во втором сезоне сериала BBC «Последнее королевство». Датский воин Клапа становится одним из бойцов главного героя Утреда, но его жестокость в битве противоречит мировоззрению товарищей. В 2022 году снялся в роли Ларса, воина Яна Жижки в исторической драме чешского режиссёра Петра Якла «Средневековье».

## Личная жизнь
Самуэльсон живёт в Тидерсуме, Эстергётланд. Он и его брат Турбьёрн занимаются фермерским хозяйством. На протяжении всей карьеры его поддерживала на каждом турнире жена Кристин, двукратная обладательница титула Сильнейшая женщина Швеции. У них есть сын Давид и дочь Сара.
Самуэльсон также является фанатом автомобильных гонок. В 2010 году он участвовал в ралли Швеции, входящем в чемпионат мира по ралли, занял 35-е место из 55.